# Anne Vernon
Pour les articles homonymes, voir Vernon.
Anne Vernon, de son vrai nom Édith Antoinette Alexandrine Vignaud, née le 9 janvier 1924 à Saint-Denis (Seine), est une actrice française.
Vedette des années 1950 et 1960, elle a tourné en France, en Italie, au Royaume-Uni ainsi qu'aux États-Unis.
Son film le plus connu est Les Parapluies de Cherbourg, où elle joue la mère de la jeune Catherine Deneuve.

## Biographie

### Carrière
Passée par l'École Duperré, elle dessine d'abord des costumes de cinéma pour le couturier Marcel Rochas chez qui elle rencontre Jean Cocteau, Jean Marais, Madeleine Sologne et André Paulvé.
Après quelques cours de théâtre chez Tania Balachova, elle remplace Gaby Sylvia tombée malade dans Huis clos de Jean-Paul Sartre puis dans Jean-Baptiste, le mal-aimé d'André Roussin au théâtre du Vieux-Colombier. À l'invitation de Fernand Ledoux, elle participe à une tournée théâtrale d'un an en Amérique du Sud juste après la Libération. Jean Anouilh l'engage ensuite pour jouer sa pièce L'Invitation au château. Sa carrière théâtrale est lancée.
En 1947, engagée par Pierre de Hérain, elle joue son premier vrai rôle de cinéma dans Le Mannequin assassiné.
C'est en 1948 qu'elle prend le pseudonyme d'Anne Vernon pour un film britannique. Elle tourne ensuite dans une cinquantaine de productions, parmi lesquelles Édouard et Caroline et Les Parapluies de Cherbourg (1964).
Au début des années 1970, après des apparitions à la télévision, elle abandonne le métier de comédienne pour se consacrer à la peinture, dans sa propriété de Cogolin (Var). Elle signe ses toiles sous le pseudonyme « FMR » (à lire phonétiquement).
En 2016, elle fait paraître aux Éditions de Fallois un recueil de nouvelles En souvenir de « Papa » (en référence à Fernand Gravey et à la chanson Être papa dans le film de 1933 Le Père prématuré).

### Vie privée
Le 31 octobre 1957, Anne Vernon épouse Robert Badinter ; ils divorcent huit ans plus tard. 
Après avoir tourné à ses côtés à deux reprises, elle épouse le réalisateur René Gainville en 1970 ; ils divorcent en 1975.
Elle se remarie avec Jean-Pierre Prouteau en 1988 et devient veuve en 1998.
À la mort de Micheline Presle survenue le 21 février 2024, elle devient la doyenne des actrices françaises.

## Filmographie

### Cinéma
- 1945 : Falbalas de Jacques Becker
- 1948 : Le Mannequin assassiné de Pierre de Hérain : Irène
- 1949 : Pacte avec le Diable (Patto col diavolo) de Luigi Chiarini : la fille Mola
- 1949 : Warning to Wantons de Donald B. Wilson : Renée de Vaillant
- 1949 : Ainsi finit la nuit d'Emile-Edwin Reinert : Catherine Beryl
- 1950 : Reportage fatal (Shakedown) de Joseph Pevney : Nita Palmer
- 1951 : L'Inconnue des cinq cités (A Tale of Five Cities), segment Paris d'Emil-Edwin Reinert : Jeannine Meunier
- 1951 : Rue des Saussaies de Ralph Habib : Jeanne Masson
- 1951 : Édouard et Caroline de Jacques Becker : Caroline Mortier
- 1952 : Le Chevalier des croisades (La leggenda di Genoveffa) d'Arthur Maria Rabenalt : Geneviève de Brabant
- 1952 : Chanson de Paris (Song of Paris) de John Guillermin : Clementine
- 1952 : Massacre en dentelles d'André Hunebelle : Thérésa Larsen
- 1953 : Cinq Heures de terreur (Time Bomb) de Ted Tetzlaff : Janine Lyncort
- 1953 : Rue de l'Estrapade de Jacques Becker : Françoise Laurent
- 1953 : Jeunes Mariés (Sposata ieri) de Gilles Grangier : Gisèle Delaroche
- 1954 : La Loterie de l'amour (The Love Lottery) de Charles Crichton : Jane Dubois
- 1955 : L'Affaire des poisons d'Henri Decoin : Hermine Des Œillets
- 1955 : Bel Ami de Louis Daquin : Clothilde de Marelle
- 1955 : Mademoiselle de Scudéry (Das Fräulein von Scuderi) d'Eugen York : Madelon Cardillac
- 1955 : La Belle des belles (La donna più bella del mondo) de Robert Z. Leonard : Carmela
- 1956 : Le Long des trottoirs (Lungo i marciapiedi) de Léonide Moguy : Hélène Dupré
- 1956 : Ce soir les jupons volent de Dimitri Kirsanoff : Catherine Piedeboeuf
- 1956 : Soupçons de Pierre Billon : Claire Grandjean
- 1957 : Fric-frac en dentelles de Guillaume Radot : Françoise Dumont
- 1957 : Les Lavandières du Portugal de Pierre Gaspard-Huit : Catherine Deligny
- 1957 : Les Suspects de Jean Dréville : Lucette Vignon
- 1957 : Madame, le comte, la bonne et moi (Il conte Max) de Giorgio Bianchi : Baronne Elena di Villombrosa
- 1957 : Police judiciaire de Maurice de Canonge : Violette Chatelard
- 1958 : La Joconde : Histoire d'une obsession, court-métrage d'Henri Gruel
- 1959 : Casque blanc (El casco blanco) de Pedro Balaña
- 1959 : Le Général Della Rovere (Il generale Della Rovere) de Roberto Rossellini : Clara Fassio
- 1961 : Laura nue (Laura nuda) de Nicolò Ferrari : Claudia
- 1962 : Arsène Lupin contre Arsène Lupin d'Édouard Molinaro : Madame Bellac
- 1964 : Les Parapluies de Cherbourg de Jacques Demy : Madame Emery
- 1964 : Patate de Robert Thomas : Véronique Carradine
- 1966 : Roger La Honte  (Trappola per l'assassino) de Riccardo Freda : Henriette Laroque
- 1966 : L'Homme de Mykonos de René Gainville : Dorothée
- 1966 : Surcouf, le tigre des sept mers (Surcouf, l'eroe dei sette mari) de Sergio Bergonzelli et Roy Rowland : Decrees
- 1966 : Tonnerre sur l'océan Indien (Il grande colpo di Surcouf) de Sergio Bergonzelli et Roy Rowland : Decrees
- 1968 : Le Démoniaque de René Gainville : Sophie
- 1968 : Thérèse et Isabelle de Radley Metzger : Mlle Leblanc
- 1995 : L'Univers de Jacques Demy, documentaire d'Agnès Varda : témoignage

### Télévision
- 1965 : Bonjour tristesse de François Chatel : Anne
- 1966 : Illusions perdues : Mme de Bargeton
- 1967 : Malican père et fils : Mme Duthuit
- 1969 : Au théâtre ce soir : Une femme ravie de Louis Verneuil, mise en scène Robert Manuel, réalisation Pierre Sabbagh, Théâtre Marigny
- 1970 : Mauregard de Claude de Givray : Agnès
- 1970 : Le Cyborg ou le Voyage vertical : Nathalie
- 1972 : Les Dernières Volontés de Richard Lagrange de Roger Burckhardt : Viviane Lagrange
- 1972 : Pont dormant : Anna Vidal

## Théâtre
- 1949 : La Fête du gouverneur d'Alfred Adam, mise en scène de Jean-Pierre Grenier, Théâtre de la Renaissance
- 1952 : Le Bon Débarras de Pierre Barillet et Jean-Pierre Grédy, mise en scène Jean Wall, Théâtre Daunou
- 1954 : Les Quatre Vérités de Marcel Aymé, mise en scène André Barsacq, Théâtre de l'Atelier
- 1958 : Père d'Édouard Bourdet, mise en scène Pierre Fresnay, Théâtre de la Michodière
- 1966 : La Bouteille à l'encre d'Albert Husson, mise en scène Jean-Pierre Grenier, Théâtre Saint-Georges
- 1968 : Quatre pièces sur jardin de Pierre Barillet et Jean-Pierre Grédy, mise en scène Jacques Charon, Théâtre des Bouffes-Parisiens

## Doublage
- 1955 : La Fureur de vivre : Mil (Steffi Sidney) ;
- narratrice de livres audio édités en 45-tours adaptant entre autres les contes d'Andersen dans la collection Les Enfants sages dans les années 1970.

## Publications
- 111 recettes pour le lapin, Éditions de Trévise, 1977  (ISBN 271120300X)
- 111 recettes pour les pâtes, Éditions de Trévise, 1979  (ISBN 2711202887)
- Hier,  à la même heure, Acropole éditions, Paris, 1988, 227 pages,  (ISBN 2735700895)
- Petite anthologie culinaire du lapin, Équinoxe éditions, 1997  (ISBN 2841350762)